# Alfa (cantante)
Alfa, seudónimo de Andrea De Filippi (Génova, 22 de agosto de 2000), es un cantautor y rapero italiano.

## Biografía

### Infancia y primeros años
Creció en el barrio genovés de Quarto dei Mille y comenzó a estudiar guitarra, ukelele y piano a los ocho años. Durante su adolescencia participó en diversas competiciones de estilo libre organizadas en su ciudad natal.
En sus propias palabras, cuando era joven era tímido, tenía sobrepeso y sufría acoso antes de encontrar redención en la música.
En junio de 2019 se graduó de la escuela secundaria y fue admitido en el curso de economía de las artes y el patrimonio cultural en la Universidad Bocconi, que decidió abandonar para seguir una carrera musical.

### 2017-2019:Before Wanderlust
El 15 de enero de 2017 lanzó su primer mixtape, Mondo Immobile Mixtape, seguido del segundo, Alfa-Omega, lanzado el 14 de octubre en colaboración con varios artistas emergentes de Génova. El 8 de marzo de 2018 lanzó el sencillo Dove sei?, disco de oro certificado. El 26 de abril del mismo año lanzó Prima o poi, en colaboración con ¥EM. El 9 de octubre lanzó el tema Disegno.
El 17 de enero de 2019 lanzó la canción Tempo al tempo. El 7 de marzo del mismo año se lanzó su colaboración en la canción Best seller de Olly. El 19 de marzo de 2019 lanzó el sencillo Testa tra le nuvole, Pt. 1, certificado platino. El 24 de mayo del mismo año, se lanzó la canción Cin cin, certificada cuádruple platino. El 15 de junio colaboró con Olly en la canción No Money de Plasma 8003. El 11 de octubre lanzó el single Wanderlust! , disco de oro certificado. El 29 de noviembre lanzó Il giro del mondo, certificado disco de oro .  El 13 de diciembre de 2019 se lanzó su primer álbum de estudio Before Wanderlust, el cual fue certificado platino.

### 2020-2022:Nord
El 22 de mayo de 2020 lanzó el sencillo Testa tra le nuvole, Pt. 2, disco de platino certificado. El 17 de julio se lanzó la canción Sul più bello (Out of My League), banda sonora de la película del mismo nombre dirigida por Alice Filippi y estrenada en cines el 21 de octubre de 2020, que recibió una nominación en los Nastri d'argento 2021 como mejor canción original y posteriormente fue certificada platino. El 12 de noviembre del mismo año lanzó el sencillo San Lorenzo en colaboración con Annalisa, que posteriormente obtuvo la certificación de platino por ventas.
El 22 de abril de 2021 lanzó el sencillo Snob en colaboración con Rosa Chemical. El 14 de mayo del mismo año lanzó su segundo álbum de estudio Nord. El 9 de julio de 2021 se lanzó el sencillo de verano Bevo tutta la notte en colaboración con Drast degli Psicologi y Olly.
El 22 de julio de 2021 se puso a disposición el sencillo Ti amo ma de Tecla, que contó con la colaboración de Alfa. El 24 de septiembre lanzó el sencillo Ci sarà, que fue certificado platino. El 26 de noviembre se hizo disponible su colaboración con Fudasca y Tredici Pietro en el single Lentiggini. El 17 de diciembre se lanzó su segunda colaboración con Tecla en el sencillo Faccio un casino.
Il 31 gennaio 2022 ha pubblicato il singolo Serenata (From "Forever Out of My League"), seguito il 4 marzo dal singolo Parigi, certificato disco d'oro. Il 10 giugno è uscito il singolo estivo You Make Me So Happy. Nel settembre ha collaborato con la cantautrice armena Rosa Linn per la versione italiana del singolo Snap e nel dicembre dello stesso anno ha pubblicato la colonna sonora per la serie di RaiPlay Confusi. Dal 28 novembre 2022 al 13 aprile 2023 si è svolto da Milano a Torino il Testa tra le nuvole tour, la sua tournée nei principali club italiani. Il 7 ottobre è stato reso disponibile il singolo Cerco un posto, seguito il 5 novembre dal singolo 5 minuti.

### 2023-presente: Festival de San Remo 2024 yNo sé quién creó el mundo, pero sé que estaba enamorado
El 12 de mayo de 2023 lanzó el sencillo Bellissimissima, con el que escaló a la cuarta posición en las listas italianas y fue galardonado con cinco discos de platino. Del 27 de mayo al 19 de julio tuvo lugar desde Casalvieri (FR) hasta Nápoles su gira de verano con entradas agotadas por ciudades italianas, Tra le nuvole tour estivo. El single Sofía fue lanzado el 29 de septiembre.
En febrero de 2024 participó por primera vez en el concurso del 74° Festival de San Remo con la canción Vai!., obteniendo el décimo lugar en el ranking final.  Durante la velada de duetos actuó junto a Roberto Vecchioni en la canción Sogna ragazzo sogna.
Inmediatamente después del lanzamiento de su tercer álbum de estudio titulado Non so chi ha creare il mondo ma so che era innamorato, lanzado el 16 de febrero de 2024, del 24 de febrero al 16 de noviembre tuvo lugar la gira Non so chi ha creare il mondo ma so che era innamorato, que lo vio actuar en pabellones deportivos, abriendo y cerrando la gira en el Forum D'Assago (MI), mientras que del 18 de mayo al 25 de agosto tuvo lugar la gira de verano en ciudades italianas.  El 24 de mayo se puso a disposición el single Vabbè ciao,  certificado como disco de oro. El 18 de octubre se lanzó su nuevo sencillo Il filo rosso, que luego alcanzó la cima de la lista Top Singles  y fue certificado platino.

## Discografía
- 2019 – Before Wanderlust (con Yanomi)
- 2021 – Nord
- 2024 – Non so chi ha creato il mondo ma so che era innamorato

## Giras
- 2022-2023 – Tra le nuvole tour
- 2023 – Tra le nuvole tour estivo
- 2024 – Non so chi ha creato il mondo ma so che era innamorato tour
- 2024 – Non so chi ha creato il mondo ma so che era innamorato tour estivo

## Participación en certámenes de canto
- Festival de San Remo (Rai 1)
  - 2024 – 10º puesto con Vai!